# 松原浩
松原 浩（まつばら ひろし、1968年 - ）は、日本のテレビドラマディレクター、演出家、テレビプロデューサー。TBSテレビプロデューサーを経て、日テレアックスオンに移籍し、日本テレビ放送網プロデューサーに出向。

## 人物・経歴
岐阜県出身。岐阜県立大垣北高等学校を経て、一橋大学社会学部卒業。TBSでドラマ『高校教師』や『人間・失格〜たとえばぼくが死んだら』など、野島伸司脚本作品を多く担当。TBSテレビ制作局制作一部プロデューサーを経て、2010年から日テレアックスオンに所属し、のち日本テレビ放送網に出向。

## 手掛けた作品

### テレビドラマ
演出・演出補
- 高校教師（1993年）
- 人間・失格〜たとえばぼくが死んだら（1994年）
- 未成年（1995年）
- セカンド・チャンス（1995年）
- 若葉のころ（1996年）
- Dear ウーマン（1996年）
- キャンパスノート（1996年）
- 理想の結婚（1997年）
- 友達の恋人（1997年）
- 智子と知子（1997年）
- 聖者の行進（1998年）
- 青の時代（1998年）
- チープ・ラブ（1999年）
- to Heart 〜恋して死にたい〜（1999年）
- ママチャリ刑事（1999年）
- 恋の神様（2000年）
- Summer Snow（2001年）
- 嫁はミツボシ。（2001年）
- ストロベリー・オンザ・ショートケーキ（2001年）
- First Love（2002年）
- 真夜中の雨（2002年）
- 愛なんていらねえよ、夏（2002年）
- あなたの人生お運びします!（2003年）
- ドン★キホーテ（2011年）
- ダウンタウンのガキの使いやあらへんで!大晦日特番 絶対に笑ってはいけない空港24時『キャビンアテンダント物語』（2011年）
- 世界の終わりに咲く花（2012年）
- 幸せの時間（2012年）
- So long !（2013年）
- ガードセンター24　広域警備指令室（2016年）

プロデュース・プロデューサー補
- 家族A（1994年）
- クロサギ（2006年）
- ひまわり〜夏目雅子27年の生涯と母の愛〜（2007年）
- あるがままの君でいて（2008年）
- 被取締役新入社員（2008年）
- オルトロスの犬（2009年）
- 理想の息子（2012年）
- プラトニック（2014年）
- 東京ガードセンター（2014年）
- ワイルド・ヒーローズ（2015年）
- ガードセンター24　広域警備指令室（2016年）
- 高嶺の花（2018年）

### テレビ番組
演出
- 第46回日本レコード大賞（2004年）

## 受賞歴
- 2002年
  - 第34回ザテレビジョンドラマアカデミー賞 監督賞（堤幸彦､今井夏木と共に）（『愛なんていらねえよ、夏』）[5]
  - 第35回ザテレビジョンドラマアカデミー賞 監督賞（若松節朗､福澤克雄､村谷嘉則と共に）（『真夜中の雨』）[6]

## 著書
- （植木理恵と共著）『ココロの盗み方教えます』光文社2012年